# Claus Helberg
Claus Helberg (Rjukan, 31 de gener de 1919 - 6 de març de 2003) va ser un heroi de guerra i guia de muntanya noruec. Va ser membre de la Kompani Linge, un comando de la resistència conegut per haver encapçalat la batalla de l'aigua pesant durant la Segona Guerra Mundial. Després de la guerra, va treballar per a l'Associació Noruega de Turisme de Muntanya fins a la seva jubilació el 1982. Segons The New York Times, «[era] el guia de muntanya favorit de la reialesa escandinava». Entre la seva clientela hi figurava la reina Sònia i Margarida II de Dinamarca.

## Biografia
Va néixer a Rjukan el 31 de gener de 1919. De petit, va passar molt de temps a les muntanyes de l'entorn de Rjukan. El 1938 va començar a treballar per a una organització itinerant que pretenia fer les muntanyes més accessibles als visitants.
El gener de 1942 va escapar de Noruega amb 400 refugiats noruecs i va arribar al Regne Unit. Un cop allà, va començar a instruir-hi comandos. Nou mesos més tard, l'octubre de 1942, va saltar amb paracaigudes amb quatre homes més a la regió de Rjukan. Helberg, juntament amb el seu equip anomenat «Swallow», havia de guiar un comando britànic per a fer explotar la central hidroelèctrica de Vemork. Aquesta planta s'utilitzava per a obtenir aigua pesant per a desenvolupar la bomba atòmica del Tercer Reich. No obstant això, la missió britànica va acabar en fracàs. En lloc de retirar-se, l'equip es va quedar durant l'hivern mentre es formava una nova unitat per atacar la central.
Després de l'Operació Gunnerside, l'equip Swallow es va mantenir al seu lloc per a controlar els avenços de la planta. Nogensmenys, Helberg va ser descobert per un soldat alemany que el perseguí amb esquís. Després d'esquiar durant hores, es va produir un intercanvi de trets entre Helberg i el soldat, aquest va resultar ferit i Helberg, tot i que esgotat, finalment va poder fugir de la patrulla. En fer-se fosc, va caure per un penya-segat i es va trencar el braç. Va continuar esquiant dotze quilòmetres més i va evitar una altra patrulla de soldats alemanys a prop de Mogen. Després de rebre ajuda de ciutadans noruecs a Mogen i Rauland, va adreçar-se als alemanys i els va convèncer que s'havia trencat el braç mentre treballava per als alemanys buscant sabotejadors a l'altiplà de Hardangervidda. Els soldats van creure la seva història i el van portar al metge de camp alemany i després a Dalen. Més tard va anar a un hotel i va llogar una habitació.
Poc després d'arribar, Josef Terboven, comissari de la Noruega ocupada, va arribar al mateix hotel i va exigir a una dona local que sopés amb ell. Ella s'hi va negar i Terboven va ordenar que tots els hostes de l'hotel fossin arrestats i enviats al camp de concentració de Grini per a ser interrogats i internats. Helberg sabia que si era arrestat i la seva identitat de combatent de la resistència descoberta seria executat, per això va saltar de l'autobús que s'utilitzava per al transport. A causa de la caiguda es va tornar a lesionar el braç, tot i que finalment va poder escapar.